# اوتوفوکه، هوکایدو
اوتوفوکه، هوکایدو (به لاتین: Otofuke, Hokkaido) یک منطقهٔ مسکونی در ژاپن است که در Tokachi Subprefecture واقع شده‌است.
 اوتوفوکه  ۴۴٬۴۰۲ نفر جمعیت دارد.